# Art modernista a Badalona

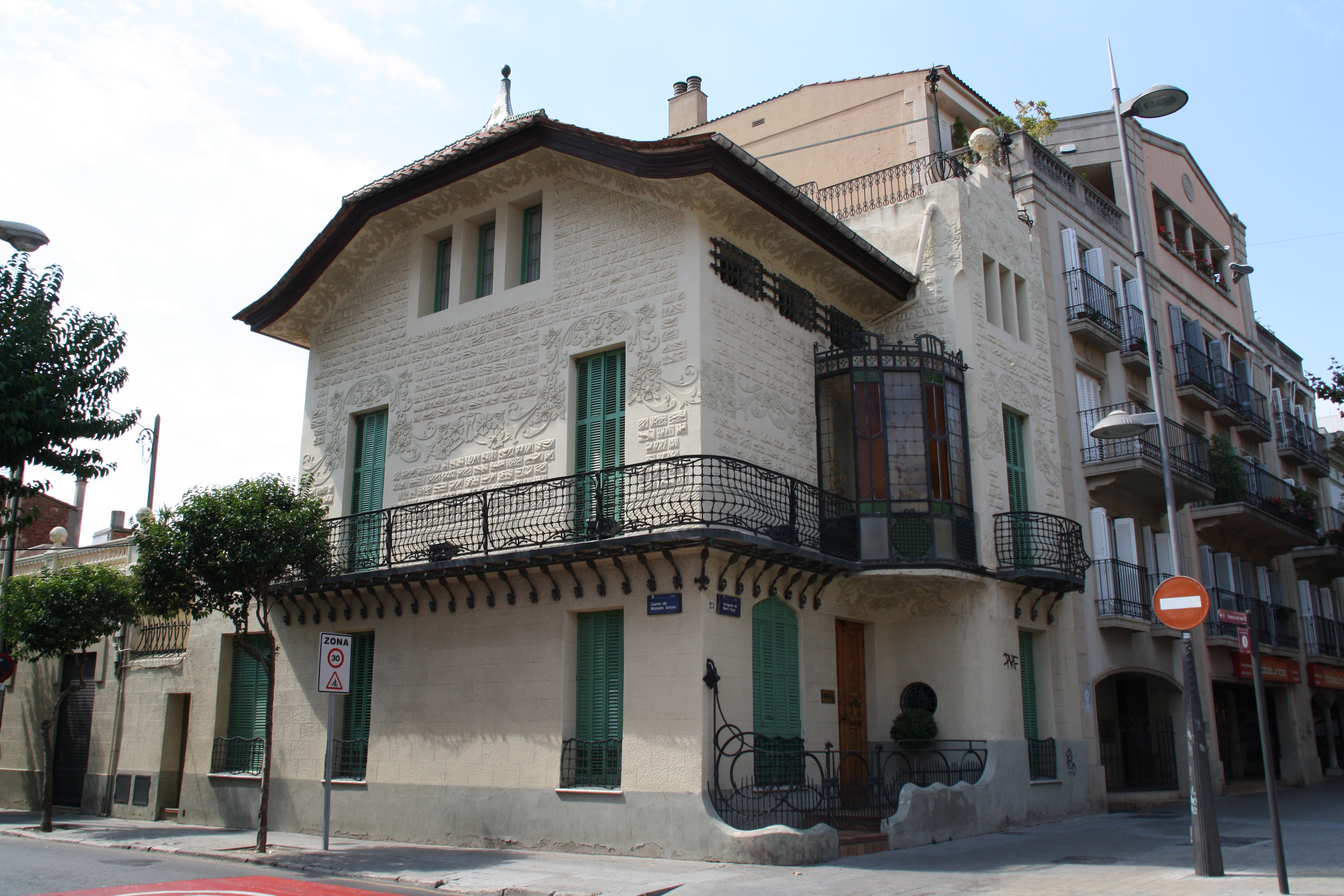
Casa Enric Pavillard, de Joan Amigó

L'art modernista a Badalona forma part del moviment modernista sorgit a finals del segle xix i que perdurà fins al primer decenni del segle xx, s'entén des d'una doble vessant: com una actitud de modernitat estètica que arracona les tendències academicistes del segle XIX; i com un propòsit per modernitzar la cultura i la societat.

## L'arquitecte Joan Amigó i Barriga
El principal representant del Modernisme a Badalona dins l'àmbit de l'arquitectura és el prolífic Joan Amigó i Barriga (Badalona, 1875 – 1958).
Les obres d'Amigó s'inspiren i introdueixen formes de l'art modernista vienès, anomenat Sezessionstil, sobretot dels arquitectes Otto Wagner (1841 – 1918) i Joseph Maria Olbrich (1861 – 1908); i també del grafisme ornamental de l'arquitecte escocès Charles Rennie Mackintosh (1868 – 1928). Els edificis modernistes eren encarregats pels membres de la burgesia: empresaris i directors, tècnics industrials, professionals liberals, comerciants.

### Obres a l'Eixample badaloní
Les principals obres d'Amigó es troben a l'eixample de Badalona, definit en el Pla Pons (1895), a l'entorn de la zona de la Plana del Corb o d'en Tàpies, entre els trams baixos de la riera de Canyet o d'en Folch (l'actual av. Martí Pujol), i la riera d'en Jornet (l'actual carrer Sant Ignasi de Loiola).
En l'avinguda Martí Pujol, a prop de l'estació de tren, es troba la casa Enric Mir (1910), número 45 – 47; la casa León Leprevost (Escola Gitanjali) de 1908, número 37 – 41; la Casa Pavillard (1906), número 23 – 25 en la cantonada amb el carrer Mossèn Anton, l'obra més completa d'Amigó destinada a ser l'habitatge del gerent de la fàbrica Lorilleux. En el carrer Mossèn Anton hi ha l'entrada a la Biblioteca Can Casacuberta, instal·lada en l'antiga fàbrica de teixits Josep Giró, de 1907 (a partir de 1920, va canviar de nom en comprar-la Salvador Casacuberta), exemple d'arquitectura industrial emprant-se un sistema de columnes i jàsseres de ferro colat realitzades per l'industrial badaloní Fèlix Gallent. L'entrada original estava situada al carrer Dos de Maig -on existia un mosaic de l'artista Lluís Brú i Salelles- on ara hi ha uns pisos, però de l'estructura es conserva una part de l'edifici que dona al carrer Enric Borràs i el mur de tancament al carrer Colom. La continuació del carrer Mossèn Anton amb el carrer de la Indústria porta a una altra mostra significativa del patrimoni arquitectònic local, obra de Joan Amigó: la fàbrica Gottardo de Andreis, "La Llauna" (1906), en la cantonada dels carrers Sagunt amb Indústria. La visió des de la plaça del Gas, situada enfront de l'edifici reconvertit en seu de l'institut B-4, permet resseguir els detalls decoratius de les façanes (també són molt interessants els mosaics en forma de medalló fets per Lluís Brú i Salelles que es troben en la façana del darrere, al carrer Eduard Maristany, on es veu la fàbrica d'Anís del Mono). En la cantonada dels carrers Sant Ignasi de Loiola i Enric Borràs hi ha el temple neogòtic de Sant Josep (1920 – 1928 – 1945), obra tardana de Joan Amigó que contrasta amb una sèrie d'edificis propers d'inspiració modernista que va projectar: la Casa Gafarel·lo (1921 – 1923), cantonada carrers Enric Borràs i Dos de Maig, recentment restaurada; la casa Lluís Paquín, i la Casa i taller Joan Tolrà (seu de la Unió Gimnàstica Esportiva des de 1926) de 1909, al carrer Enric Borràs.

### Altres obres a Badalona
Altres construccions modernistes de Joan Amigó a Badalona són la tomba per a la família Bosch (1907) al cementiri de Sant Crist (cementiri Vell); la casa per al tècnic tèxtil Pau Rodón i Amigó (1905 – 1907) al carrer Museu, 18; el Col·legi Germans Maristes (1905 – 1907) al carrer Temple, 19; la casa en xamfrà per al fabricant de perfums Pere Busquets (1912) al carrer Temple, 25; la casa per al seu padrastre Jaume Botey i Garriga (actual edifici administratiu de l'Hospital de Badalona), de 1916, al carrer Gaietà Soler, 1; la casa Planas. Santiago Domenech (1917) a l'av. Martí Pujol, 188 – 190; la casa per a l'industrial Francesc Prats (1921 – 1922) al carrer de Mar, 15; les reformes en les farmàcies Surroca (no ha perdurat després d'unes sòbries reformes sota els cànons de l'art decó, el 1931) i Serentill al carrer de Mar; la casa Miquel Badia, "Ca l'Eco" reformada el 1907 per Joan Amigó al carrer Sant Pere. Algunes d'aquestes obres, com altres edificis d'Amigó realitzats a Badalona els anys vint i trenta del segle xx, transcendeixen l'àmbit del modernisme i han d'interpretar-se dins l'àmbit estètic i cultural del noucentisme.

## Edificis modernistes de diferents autors

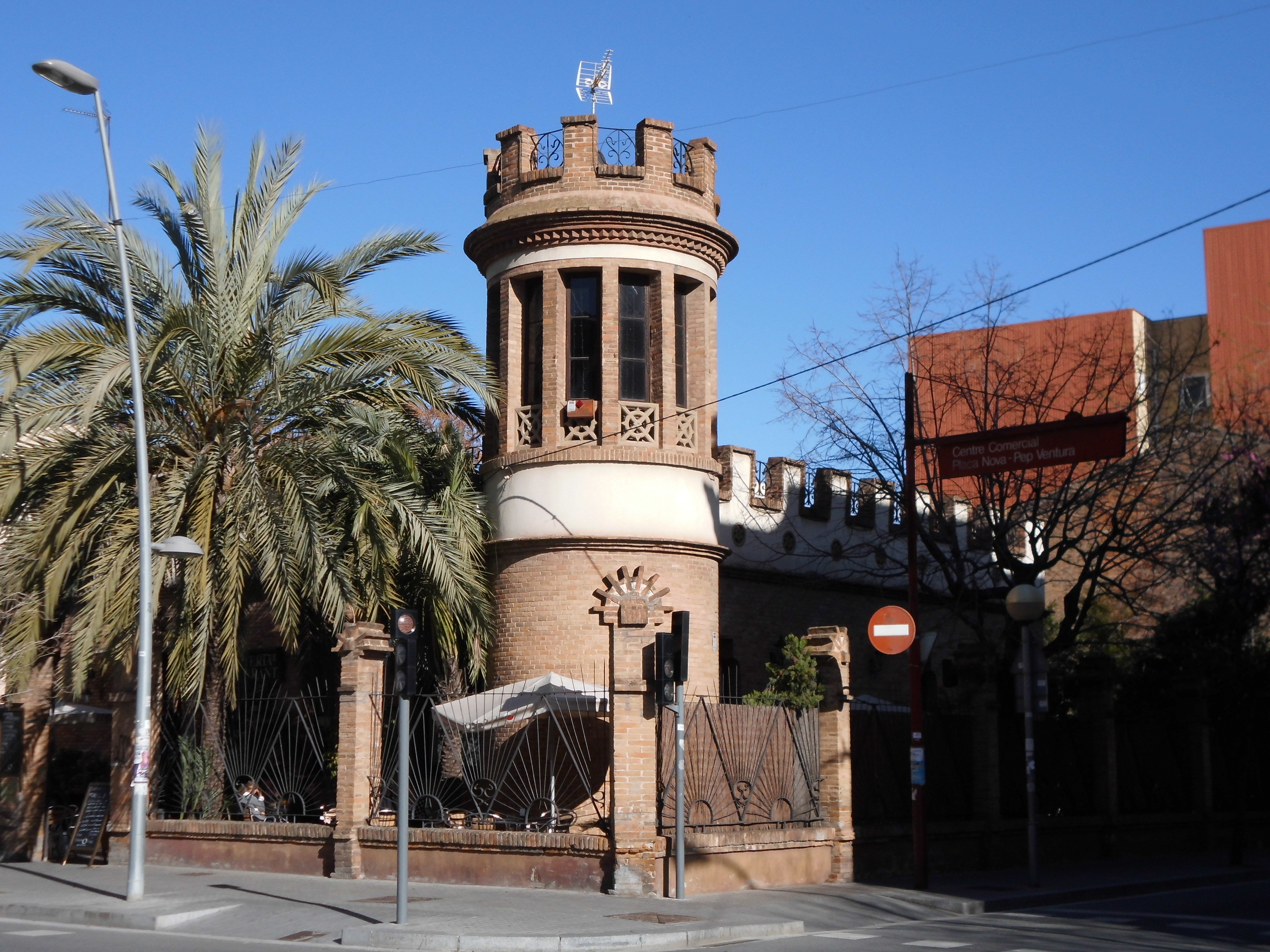
Casa Agustí

Més construccions modernistes d'altres autors a Badalona són:
- La casa Agustí (1895) del reconegut arquitecte Lluís Domènech i Montaner, situada al carrer Roger de Flor / plaça Pep Ventura
- La casa Cascante reformada el 1903, obra d'Aureo Bis Mas de Xaxars, situada al carrer Canonge Baranera, 115.

D'altra banda, hi ha multitud d'elements d'iconografia modernista en la decoració de balconades, façanes i remats d'edificis construïts en les primeres dècades del segle xx, com la cordeleria Domènech i la cordeleria Ribó que conserven mosaics de Lluís Bru.